# Владимир М. Арсенијевић Мушки
Владимир М. Арсенијевић (Ниш, 20. јун 1935 – Ниш, 9. јун 2016) био је рукометаш, судија, рукометни радник.

## Каријера
Рукометом је почео да се бави 1949. у Рукометном клубу Металац из Ниша.
Августа 1950. на Плавском језеру, у кампу ДИФ- а и Средње фискултурне школе из Земуна, стиче звање рукометног тренера.
Као активан играч тренира екипу Металца до преласка у РК Железничар 1952. године, где игра велики рукомет све до његовог укидања. Поред екипе Металца, коју је тренирао у великом рукомету, био је тренер малог рукомета у екипи Браника из Марибора, за коју је, иначе, играо велики рукомет, и екипе Младост из Ниша, која је била, уз Дубочицу и Железничар, једна од најквалитетнијих екипа јужне Србије шездесетих година. На Филозофском факултету у Нишу 1988. одбранио је дипломски рад за звање тренера првог разреда. Годинама ради на организовању екипа млађих категорија, а нарочито је био успешан у школи рукомета СД Горан, чија је екипа била трећа на Олимпијади у Зајечару 2004.

### Сениорска каријера
- РК Металац
- РК Дубочица
- РК Браник

### Тренерска каријера
- РК Металац
- РК Дубочица
- РК Браник

### Судијска каријера
Судијским позивом почео је да се бави 1955. у Нишу као судија великог и малог рукомета. Судио је републичку лигу малог рукомета, група Марибор. Као члан Збора судија Ниша био је на свим дужностима у судијској организацији, од секретара и председника Збора, до председника Судијске организације Србије и члана Судијске комисије РСЈ. Судио је 1120 утакмица великог и малог рукомета, од општинске до Прве савезпе лиге, у периоду од 1955. до 1980, када је постао савезни конгролор. Од 1980. до пензионисања 2000. обавио је 1200 контрола. Остварио је укупан непрекидан стаж од 45 година у судијској организацији.
Као представник играча члан је првог Општинског рукомегног савеза Ниша (1950), у коме је касније био секретар и председник. Носилац је свих признања рукометне организације, од значке до повеље Рукометног Савеза Југославије (данас Рукометни Савез Србије). Као представник градске организације био је члан свих форума Србије и члан конференције РСЈ, а посебну улогу имао је у раду Железничара као дугогодишњи члан управе. Посебно се истицао у организовању такмичења на свим нивоима, од школских до лигашких такмичења, и као непосредни организатор судијских и тренерских семинара на подручју јужне Србије.
Један је од ретких пионира рукомета који је у континуитету преко 55 година остао активан у спорту. Ужа специјалност му је статистика, којом се бави дуго и помаже заинтересованим тренерима да преко података прате свој уложени труд у тренажном процесу.